# Britt Mårtensson
Britt Mårtensson (senare Bergh, efternamnet är i vissa källor stavat Mårtenson), född 15 september 1936, är en svensk före detta friidrottare (sprinter och längdhoppare). Hon tävlade för klubben IFK Kristianstad. Hon utsågs år 1954 till Stor Grabb/tjej nummer 174. Britt hade 1954 samlat ihop de nödvändiga 10 poängen genom de två senaste årens SM på 100 meter, landskampssegrar på samma distans mot Finland och Ungern 1953 samt Finland och Tjeckoslovakien 1954 och stafett 4 gånger 100 meter mot Ungern och Finland. Sammanlagt gav detta 12 poäng och Britt erhöll tecknet vid Svenska Friidrottsförbundets årsmöte 7 november 1954 på hotell Malmen i Stockholm.
Förutom friidrott spelade Britt Mårtensson handboll i IFK Kristianstad och sedan för Stockholmsklubben Kvinnliga SK Artemis. 1962 gjorde hon två landskamper för Sverige. Landskampsdebut mot Norge i Lidköping den 3 november. Sverige förlorade med 8-10, Britt Mårtensson gjorde 2 mål. Andra landskampen också mot Norge i Kungälv den 4 november 1962 förlust 3-5 och Britt gick mållös från planen,